# Вилигис
Свети Вилигис (на немски: Willigis, Williges, Willegis; * ок. 940, вер. Шойонинген, Долна Саксония, † 23 февруари 1011, Майнц) е от 975 г. до смъртта си архиепископ на Майнц и държавник на Свещената Римска империя. Вилигис е Светия на римо-католическата църква. Чества се на деня на неговата смърт – 23 февруари.

## Произход и управление
Родителите му са свободни, но не са благородници. Той отива през 969 г. чрез покровителя си епископ Фолколд († 992) от Майсен (който е учител на Ото II) в двора на император Ото I. От 971 г. Вилигис става канцлер. През януари 975 г. Ото II го издига на архиепископ на Майнц. През 975 г. папа Бенедикт VII му дава правото над всички останали епископи по църковни въпроси, което прави Вилигис втори по влияние мъж след папата.
През 983 г. Вилигис участва в имперското събрание на Ото II във Верона, където получава на 13 юни 983 г. т. нар. Веронезко дарение на територии от императора. След смъртта на Ото II на 7 декември 983 г. и на съпругата му, императрица Теофано, през 991 г. Вилигис е фактически регент на империята до пълнолетието на техния син Ото III през 994 г. След това той получава трибутни плащания, които правят неговата архиепископия много богата.
След смъртта на Ото III, на 24 януари 1002 г. по предложение на Вилигис за нов крал е избран Хайнрих II и е коронован на 6 юни 1002 г. в катедралата на Майнц. Неговите съвременници определят Вилигис като „баща на императора и на империята“ („des Kaisers und des Reiches Vater“).
Вилигис умира на 23 февруари 1011 г. в Майнц и е погребан в църквата „Св. Стефан“ в Майнц.
Вилигис започва през 975/998 г. строежа на катедралата в Майнц, която съществува и днес. Църквата е завършена през 1009 г., но изгаря вероятно един ден или същия ден, когато трябва да се освети. Вече 69-годишният Вилигис започва да я строи отново.
Вилигис построява ок. 990 г. също и църквата „Св. Стефан“ в Майнц, където е погребан, понеже неговата епископска църква още не била истински готова.

## Галерия
- Катедралата „Дом Майнц“
- Църквата „Св. Стефан“ в Майнц